# Citroën Méhari
O Citroën Méhari foi um modelo de automóvel produzido pela empresa francesa Citroën, entre 1968 e 1987. Teve origem na SEAB, uma sociedade especializada na moldagem de plástico.
Tendo por base mecânica o 2CV, a carroçaria em plástico do Méhari assenta sobre um chassi tubular e resulta num automóvel muito simples.
Em 1978 surge uma nova versão, que sofre profundas alterações a nível da mecânica e da carroçaria. Um ano mais tarde é apresentada uma versão 4x4, que surpreende pelas qualidades de todo-o-terreno, chegando a ser a viatura médica que garantiu a assistência do Rali Paris-Dakar em 1980.
Chegou a ser feito também no Uruguai até 1979, montado pela Nordex somente com tração dianteira, usando componentes mecânicos provenientes da Citroën Argentina e uma carroceria de plástico reforçado com fibra de vidro, mais fácil de ser produzida no Uruguai com moldes simples ao invés de ser moldada por injeção como era o caso do modelo francês.
Entre 1968 e 1987 foram produzidas cerca de 145.000 unidades do Méhari.